# Il villaggio di cartone
(Ermanno Olmi)
Il villaggio di cartone è un film del 2011 diretto da Ermanno Olmi.

## Trama
Una chiesa ormai inagibile viene dismessa alla presenza del vecchio parroco. L'ambiente viene spogliato di tutto l'arredamento sacro e nemmeno il grande crocifisso si salverà. Da questa situazione inizia una nuova vita per l'edificio, che, ormai privato di tutti gli aspetti liturgici e "istituzionali", si trasforma nel luogo della concretizzazione viva della fede del vecchio sacerdote. Un luogo di desolazione si trasforma così in spazio di fratellanza e di accoglienza per un gruppo di extracomunitari africani senza permesso di soggiorno, incarnazione degli esclusi e degli emarginati della nostra società.

## Produzione
Il set del film è stato allestito all'interno del palazzetto dello sport di Bari, il PalaFlorio, all'interno del quale sono stati ricostruiti una chiesa e la casa del parroco in dimensioni reali.